# Isserlein von Enns
Isserlein (Israel bar Schalom) ישראל בר שלום (* um 1380 in Enns; gestorben 1421 in Wien) war einer der bedeutendsten jüdischen Geldleiher und Immobilienhändler in den letzten Jahrzehnten vor der Vernichtung des mittelalterlichen österreichischen Judentums.
Er stand im Zentrum von Anschuldigungen betreffend eine angebliche Schändung von Hostien aus der St.-Laurenz-Kirche in Enns, die von Herzog Albrecht V. erhoben wurden, um seine Maßnahmen gegen die mittelalterlichen österreichischen Juden (Vermögenseinziehung, Vertreibung und Ermordung) im Zuge der sogenannten Wiener Geserah (1420/21) zu legitimieren.

## Leben
Isserleins Vater war ein Gelehrter namens Schalam, der um 1380 an der Jeschiwa in Wien studierte. Nach einem Bericht bei Israel Isserlein gebar seine in Enns zurückgebliebene „sehr fromme“ Ehefrau damals trotz seiner langen Abwesenheit ein Elfmonatskind. Isserlein hatte mehrere Geschwister, darunter einen Bruder namens Chija (Hitschel) und eine Schwester namens Rächlein.
Nachdem der wortgewaltige Theologe Ulrich von Pottenstein, persönlicher Kaplan der österreichischen Herzogsfamilie, Ende 1412  als Pfarrer und Dechant in Enns eingetroffen war, verließ Isserlein überhastet die Stadt und wartete in Linz den Tod des Predigers ab. Es wird angenommen, dass Ulrich von Pottenstein in Enns judenfeindlich agitierte und Isserlein sich durch Flucht einem unmittelbar bevorstehenden antijüdischen Exzess entziehen wollte.
Im Urteil Albrechts V. über die österreichischen Juden 1421 wird behauptet, Ennser Juden hätten Hostien aus der Ennser Pfarrkirche erworben und zur Schändung an andere Juden im In- und Ausland verteilt. Im Bericht Thomas Ebendorfers ist der „sehr reiche“ Isserlein als einziger der Beschuldigten namentlich erwähnt.
Isserlein war verheiratet. Der Name seiner Frau ist nicht überliefert. Sie soll sich laut einem Bericht von Thomas Ebendorfer nach Folterungen durch Schergen Albrechts V. im Gefängnis mit einem Schleier erhängt haben.